# Kadrian Goldson
Kadrian Goldson (* 8. November 1997) ist ein jamaikanischer Leichtathlet, der sich auf den Sprint spezialisiert hat.

## Sportliche Laufbahn
Erste internationale Erfahrungen sammelte Kadrian Goldson im Jahr 2022, als er bei den Commonwealth Games in Birmingham mit 21,13 s im Halbfinale im 200-Meter-Lauf ausschied. Anschließend gewann er bei den NACAC-Meisterschaften in Freeport mit der jamaikanischen 4-mal-100-Meter-Staffel in 38,94 s gemeinsam mit Ackeem Blake, Andrew Hudson und Jazeel Murphy die Bronzemedaille hinter den Teams aus den Vereinigten Staaten und Kanada. Im Jahr darauf siegte er in 10,04 s im 100-Meter-Lauf bei den World University Games in Chengdu.

## Persönliche Bestzeiten
- 100 Meter: 9,94 s (+0,7 m/s), 6. Juli 2023 in Kingston
- 200 Meter: 20,74 s (+1,8 m/s), 26. März 2022 in Kingston